# Militärdiplom

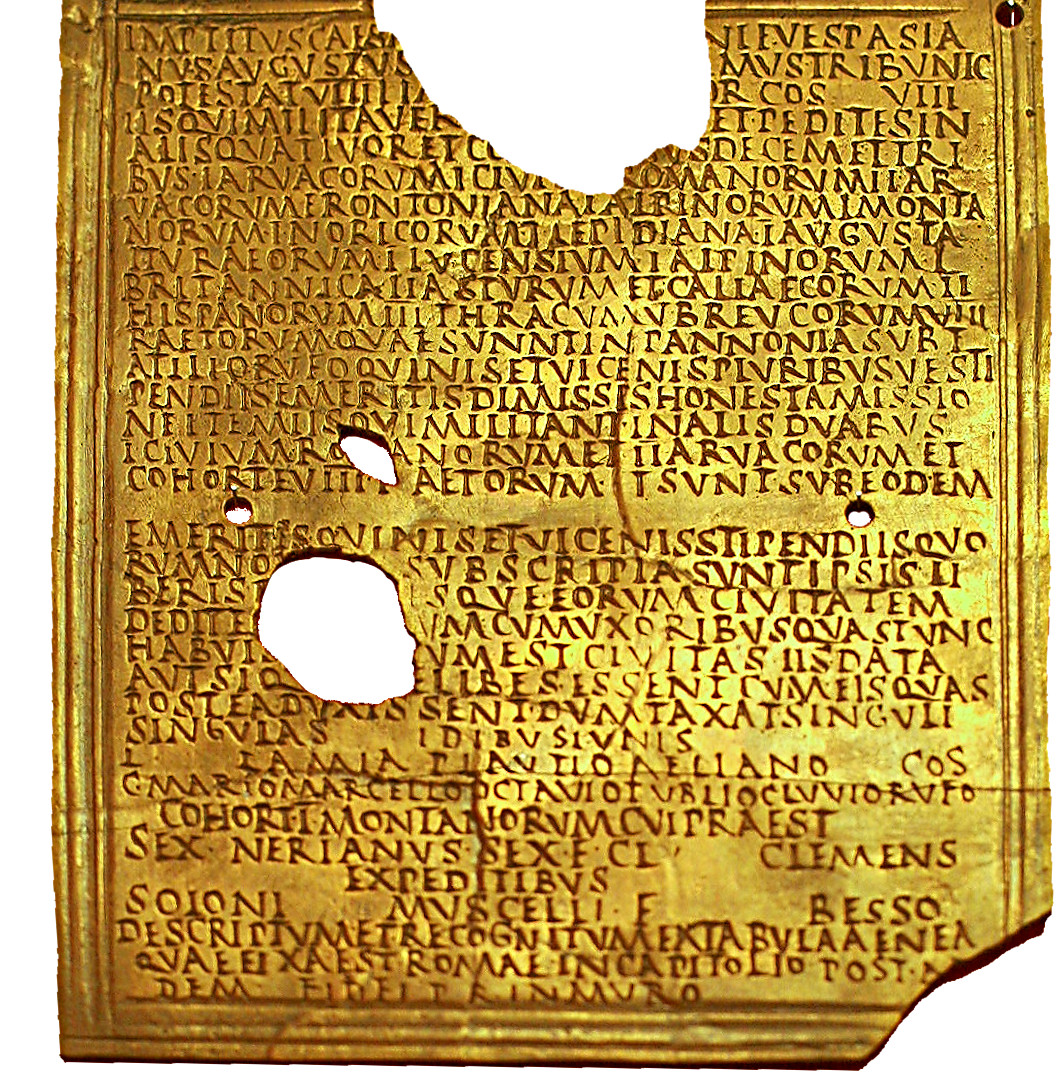
Militärdiplom aus dem Museum Carnuntinum

Als Militärdiplom (lateinisch diploma militaris) wird in der modernen Forschung eine Urkunde bezeichnet, mit der im Römischen Reich nichtrömischen Auxiliarsoldaten und Angehörigen weiterer Waffengattungen bestätigt wurde, dass ihnen das römische Bürgerrecht und/oder das Recht zur Eheschließung verliehen worden war. In der Regel geschah dies bei der ehrenvollen Entlassung nach der üblicherweise 25 Jahre dauernden Dienstzeit; Flottensoldaten dienten 26 oder 27 Jahre (nicht selten auch noch länger). Die Urkunde ist eine beglaubigte Abschrift des ursprünglich in der Hauptstadt Rom publizierten Edikt des Kaisers. Die Bezeichnung „Militärdiplom“ ist eigentlich irreführend, wird aber in der althistorischen Forschung dennoch nach wie vor allgemein verwendet.

## Inhalt und Vorkommen
Ein Militärdiplom bestand aus zwei in Form eines Diptychons miteinander verbundenen Bronzetäfelchen, die auf der Außen- und Innenseite zwei identische Abschriften eines kaiserlichen Ediktes (constitutio) enthielten, das in Rom durch öffentlichen Anschlag bekannt gegeben worden war. Wenn der Verdacht aufkam, dass der Text auf der Außenseite manipuliert worden sei, konnte er nach Erbrechen des Siegels mit der Textfassung der Innenseiten verglichen werden. Nach römischer Rechtsauffassung war der Innentext die eigentliche beglaubigte Abschrift. Seit der Zeit des Kaisers Claudius wurden die diplomata militaria, die an die Mitglieder der Hilfstruppen ausgegeben wurden, standardisiert. Sie finden sich in großer Zahl im gesamten Reich und enthalten eine einheitliche Formel, die das kaiserliche Dekret aufzeichnet, das einer Einheit, einer Person oder einer Reihe von Einheiten die Staatsbürgerschaft verlieh. Seit dem späten 2. Jahrhundert wurde allerdings die Außenseite des Diploms immer aufwändiger, die Innenseite hingegen immer nachlässiger gestaltet, was als Zeichen für eine geänderte Praxis gedeutet wird.
Die Diplome wurden in Rom erstellt und versiegelt. Die Bronze der bekannten Militärdiplome ist chemisch ausgesprochen einheitlich und scheint folglich in Rom eigens für diese Nutzung hergestellt worden zu sein. Möglicherweise erhielten nur diejenigen Soldaten ein Diplom auf Bronze, die dafür eigens bezahlten; in Krisenzeiten (wie etwa während der Markomannenkriege unter Mark Aurel) scheint auf die Ausgabe von Metallkopien gänzlich verzichtet worden zu sein.
In der Urkunde verlieh der jeweilige Kaiser einem namentlich genannten Soldaten das Bürgerrecht und/oder das einmalige Recht zu einer rechtsgültigen Heirat nach römischem Recht (das conubium), denn Soldaten durften bis in die Zeit der Severer offiziell nicht heiraten, sondern hatten nur geduldete Lebensgefährtinnen (→ Konkubinat). Oft waren gleich mehrere Soldaten Empfänger ein und desselben Diploms, manchmal sogar ganze Einheiten. Die Verleihung erstreckte sich zunächst auch auf eventuelle Kinder, die vor dem Jahr 140 auch häufig namentlich erwähnt wurden. Die Frau wurde – wenn es eine gab – bis 140 ebenfalls auf dem Diplom namentlich genannt, sie erhielt jedoch nicht das Bürgerrecht. Unter Antoninus Pius (138 bis 161) scheint sich die Rechtspraxis geändert zu haben, und Familien wurden nur noch in Ausnahmefällen genannt, wenn der Soldat etwa schon vor Beginn seines Militärdienstes verheiratet war bzw. Kinder bekommen hatte. Seit dieser Zeit wurde das Bürgerrecht meist nicht mehr an jene Kinder des Soldaten verliehen, die vor seiner Entlassung geboren worden waren.
Außer für Auxiliarsoldaten gab es Militärdiplome auch für Angehörige der römischen Flotte sowie für die Prätorianer und die cohortes urbanae (die beide nur das conubium erhielten, da sie das Bürgerrecht bereits besaßen), ferner für Spezialtruppen wie die aus den Auxilien rekrutierten Equites singulares, nicht dagegen für Soldaten einer Legion, da diese das römische Bürgerrecht bereits vor Rekrutierung besitzen mussten. Einige Jahre nach dem Bürgerkrieg im Vierkaiserjahr 68–69 gab es allerdings Diplome für die Legio I Adiutrix unter Galba und die Legio II Adiutrix unter Vespasian. Hier liegt die Vermutung nahe, dass diese Legionen zunächst aus Nichtbürgern rekrutiert wurden (wohl Flottensoldaten), die dann rückwirkend eingebürgert wurden. Derzeit sind über 900 Militärdiplome aus der Zeit zwischen der Herrschaft des Kaisers Claudius (41–54 n. Chr.) und dem Anfang des 4. Jahrhunderts belegt. Seit etwa 210 sind allerdings keine Auxiliardiplome mehr belegt; dies steht möglicherweise in Zusammenhang mit der Verleihung des Bürgerrechts an alle freien Reichsbewohner durch Kaiser Caracalla mit der Constitutio Antoniniana im Jahr 212. Unter Kaiser Gallienus (253–268 n. Chr.) wurde die Praxis der Ausstellung dauerhafter Diplome dann offenbar ganz eingestellt, lebte unter der Tetrarchie um 300 n. Chr. in geringem Umfang noch einmal auf und verschwand dann.
Für die historische Forschung sehr wertvoll ist die enthaltene Auflistung aller Truppeneinheiten einer Provinz, in der die Soldaten stationiert waren, die das Bürgerrecht erhielten, sowie die Nennung des gerade amtierenden Statthalters, der beiden Konsuln (in Zeiten der Republik) beziehungsweise der Titulatur des herrschenden Kaisers (in Zeiten der Kaiserzeit), sowie des Kommandeurs der entlassenden Einheit. Ferner werden sieben Zeugen aufgeführt, die in Rom die Abschrift beglaubigten. Diplome sind auf den Tag genau datiert und können daher wichtige Informationen zur Chronologie (Regierungszeiten und Titulatur der Kaiser, Datierung von Statthaltern) und zur Sozial- und Militärgeschichte liefern. Inzwischen ist die Zahl der bekannten Diplome zudem groß genug, um auch vorsichtige statistische Aussagen zu treffen: So deutet etwa die relative Häufung von Diplomen, die um 92 oder um 158 ausgestellt wurden, auf besonders umfangreiche Neurekrutierungen hin, die jeweils 25 Jahre zuvor vorgenommen wurden – in den beiden besagten Fällen liegt ein Zusammenhang mit den beiden jüdischen Kriegen (66–73 und 132–135) nahe. Die kaiserliche Armee musste damals Verluste ausgleichen, und die neu aufgenommenen Auxiliar- und Flottensoldaten wurden dann 25 Jahre später entlassen.
Siehe auch als Beispiel für ein Militärdiplom: Militärdiplom für den Centurio Plator.

## Ende der Militärdiplome
1930 wurde im pannonischen Legionslager Brigetio eine Bronzetafel geborgen, die einen Erlass der Kaiser Konstantin (306–337) und Licinius (308–324) vom 9. Juni 311 enthielt. In der Fachwelt herrscht über die Interpretation des Textes keine Einigkeit. Der Archäologe Rudolf Egger (1882–1969) sah darin das Ende der bisherigen Militärdiplome, während der Althistoriker Konrad Kraft (1920–1970) lediglich eine Veränderung des bisherigen Modus der Ausfertigung von Immunitätsbestätigungen erkennen konnte.

## Erforschung und Publikation
Diplome werden zu den Inschriften gerechnet, ihre Erforschung fällt daher in den Bereich der lateinischen Epigraphik (als Spezialdisziplin innerhalb der althistorischen Forschung). Die wenigen bis etwa 1955 bekannten Exemplare sind in Band XVI des Corpus Inscriptionum Latinarum (CIL) gesammelt; die seit den späten 1950er Jahren publizierten Diplome wurden in den fünf Bänden der Roman Military Diplomas (RMD) von Margaret M. Roxan und Paul A. Holder gesammelt; hinzu kommen Publikationen in Fachzeitschriften wie dem Chiron oder der Zeitschrift für Papyrologie und Epigraphik (ZPE). Die meisten bekannten Militärdiplome stammen aus den Balkanprovinzen des Imperiums, die in der hohen Kaiserzeit den wichtigsten Rekrutierungsraum der römischen Armee darstellten.
Viele Diplome (bzw. Fragmente) gelangen in den Kunsthandel, ohne wissenschaftlich bearbeitet zu werden. Dabei ist die Zahl der bekannten Diplome und Diplomfragmente besonders seit den 1980er Jahren stark gestiegen, was vor allem auf die weite Verbreitung von Metalldetektoren zurückzuführen ist, die von privaten Schatzsuchern oder Raubgräbern benutzt werden. Gefundene Militärdiplome sind archäologische Funde, die den zuständigen Denkmalschutzbehörden angezeigt und durch diese wissenschaftlich dokumentiert und geborgen werden müssen. Die Verheimlichung eines Fundes bleibt ein Verstoß gegen das Schatzregal, wo dieses besteht, und eine Straftat, die auch durch eine anonyme Veröffentlichung zum Beispiel über „Roman Military Diplomas On-Line“ (siehe Weblinks) nicht behoben wird. Inzwischen sind auch einige gefälschte Diplome aufgetaucht, doch handelt es sich dabei bislang um Einzelfälle.